# Зарадава
Зарадава (пол. Zaradawa) — колишня адміністративна гміна часів Австро-Угорщини і Другої Речі Посполитої, яка складалася з трьох земельних ділянок і розташованих на них хуторів (присілків) довкола села Молодич Підкарпатського воєводства, сільська ґміна В'язівниця.

## Історія
У 1772-1918 рр. Зарадава була у складі Австро-Угорської монархії, у провінції Королівство Галичини та Володимирії. В 1831 р. до парафії Молодич Ярославського деканату Перемишльської єпархії з громади Зарадава належали хутори Корчмарі, Бучина, Бали, Тонке, Копань, Заставне, Ігнаші, Мачуги — загалом 784 греко-католики. У 1895 році Зарадава входила до Ярославського повіту, до гміни належали село Заставне — 71 будинок, присілки: Бучина — 16, Тонке з Балами — 21, Корчмарі — 13, Парили — 6 та на землях фільварку — 4, загалом 131 будинок з 800 мешканців, з них 637 греко-католиків, 80 римо-католиків, 18 протестантів і 57 юдеїв.
У 1919-1939 рр. — у складі Польщі. На 01.01.1939 в селі проживало 1160 мешканців, з них 960 українців, 190 поляків і 10 євреїв. Село належало до ґміни В'язівниця Ярославського повіту Львівського воєводства. 
У середині вересня 1939 року німці окупували Зарадаву, однак вже 28 вересня 1939 року мусіли відступити, оскільки за пактом Ріббентропа-Молотова правобережжя Сяну належало до радянської зони впливу. 27.11.1939 постановою Верховної Ради УРСР село у складі правобережної частини Ярославського повіту в ході утворення Львівської області включене до Любачівського повіту, а 17 січня 1940 року включене до Синявського району. 3 квітня 1940 р. РНК України своєю ухвалою постановила виселити село і мешканців переселили в Ізмаїльську область. У червні 1941, з початком Радянсько-німецької війни, Зарадава знову була окупована німцями. В липні 1944 року радянські війська оволоділи селом, а в жовтні 1944 року правобережжя Сяну зі складу Львівської області передано Польщі.
У 1944-47 роках мешканців Зарадави тероризували і вбивали польські шовіністичні банди Армії Крайової, польської міліції і Війська польського, частину виселили в СРСР (8 осіб — 2 родини), а вцілілих — на понімецькі землі. Більшість убитих поховані на цвинтарі села Молодич, поряд поховані загиблі в рядах УПА, які захищали свої родини.